# Дорога через руїни
«Дорога через руїни» — радянський телефільм 1989 року, знятий режисером Володимиром Онищенком на студії «Укртелефільм».

## Сюжет
Про драматичні події в Україні у перші дні чорнобильської трагедії. За мотивами повісті Михайла Шевченка.

## У ролях
- Едуард Марцевич — Михайло, вчитель
- Олена Чекан — Олена
- Михайло Чураков — Михайло
- Юлія Овчаренко — роль другого плану
- Раїса Недашківська — роль другого плану
- Євген Пашин — роль другого плану
- Зоя Недбай — роль другого плану
- Ольга Реус-Петренко — роль другого плану
- Марія Кочур — роль другого плану
- В. Маляренко — роль другого плану
- Валентин Макаров — епізод
- Юрій Рудченко — епізод
- Олена Іллєнко — епізод
- Олег Сиротенко — епізод

## Знімальна група
- Режисер — Володимир Онищенко
- Сценаристи — Михайло Шевченко, Борис Кирпиченко
- Оператор — Валерій Гордієнко
- Композитор — Людмила Расіна
- Художник — Віталій Ясько